# سامنیت

محل زندگی سامنیت‌ها در ایتالیا (سبز پررنگ)

سامنیت‌ها (به انگلیسی: Samnites)مردمی ایتالیایی بودند که در سامنیوم در جنوب مرکزی ایتالیا زندگی می‌کردند، آن‌ها جنگ‌های پرشماری با جمهوری روم کردند.
سامنیت‌ها مردمی اوسکی‌زبان و شاید شاخه‌ای از سابین‌ها بودند. سامنیت‌ها اتحادی از قبایل هیرپینی، کائودینی، کاراسنی و پنتری ساختند. آن‌ها با روم در برابر گلها در سال ۳۵۴ پیش از میلاد هم پیمان شدند اما بعداً دشمنان روم شدند و به زودی درگیر مجموعه‌ای از سه جنگ (۳۴۳-۳۴۱، ۳۲۷-۳۰۴ و ۲۹۸-۲۹۰) در برابر روم بودند. با وجود پیروزی تماشایی بر رومی‌ها در جنگ چنگال‌های کائودین (۳۲۱)سامنیت‌ها سرانجام مطیع شدند.